# 兰塔龙
兰塔龙（西班牙語：Lantarón）是西班牙巴斯克自治区阿拉瓦省的一个市镇。总面积62km²，总人口958人（2001年），人口密度15人/km²。